# Referendum o ustavnoj definiciji braka u Slovačkoj
Referendum o ustavnoj definiciji braka održan je u Slovačkoj 7. veljače 2015., Na referendumu su se državljani Slovačke izjasnili žele li da se u Ustav Slovačke Republike prenese definicija iz postojećeg Obiteljskog zakona, kako je brak zajednica žene i muškarca. 

## Inicijativa
Postojala je sloga ljevice i desnice o ovom pitanju. Ipak, premda su se čelnici socijalista i demokršćana u Slovačkoj dogovorili potvrditi brak kao zajednicu između muškarca i žene u Ustavu, a 24. veljače kršćanski demokrat Jan Figel (KDH) izjavio da “Ustavni amandman zabranjuje legalizaciju braka između istospolnih osoba“ te sa slovačkim premijerom Ficom pristao na ustavni amandman kojim bi zaštitili brak, udruga Aliancia za rodinu pokušala je referendumom učvrstiti tu zaštitu radi otežavanja izmjene zakona u budućnosti.
Ta udruga „Savez za obitelj“ (Aliancia za rodinu) inicirala je 5. travnja 2014. u Grasalkovićevoj palači referendum o braku. 
Inicijativa je skupila 410 000 potpisa. Nakon što je Slovački Ustavni sud odlučio da su tri referendumska pitanja ustavna, predsjednik države Andrej Kiska raspisao je referendum.
Referendum je održan 7. veljače 2015., a na njemu se 94,5% birača izjasnilo da ni jedna zajednica, osim zajednice muškarca i žene, ne može se nazvati bračnom, s 92,43% da homoseksualnim osobama i grupama ne bi trebalo dopustiti posvajanje, a potom i odgajanje djece te s 90,32% da škole ne mogu zahtijevati od djece da sudjeluju u obrazovanju koje se odnosi na spolno ponašanje i eutanaziju, ako se roditelji i sama djeca ne slože sa sadržajem obrazovanja.
Slovačka biskupska konferencija ožujka 2014. poduprijela je ovu peticiju.

## Referendumska pitanja
1. „Súhlasíte s tým, aby sa manželstvom nemohlo nazývať žiadne iné spolužitie osôb okrem zväzku medzi jedným mužom a jednou ženou?“ ( Slažete li se da ni jedna zajednica, osim zajednice muškarca i žene, ne može nazvati bračnom?)
2. „Súhlasíte s tým, aby párom alebo skupinám osôb rovnakého pohlavia nebolo umožnené osvojenie (adopcia) detí a ich následná výchova?“ (Slažete li se da homoseksualnim osobama i grupama ne bi trebalo dopustiti posvajanje, a potom i odgajanje djece?)
3. „Súhlasíte s tým, aby školy nemohli vyžadovať účasť detí na vyučovaní v oblasti sexuálneho správania či eutanázie, ak ich rodičia alebo deti samé nesúhlasia s obsahom vyučovania?[5] (Slažete li se da škole ne mogu zahtijevati od djece da sudjeluju u obrazovanju koje se odnosi na spolno ponašanje i eutanaziju, ako se roditelji i sama djeca ne slože sa sadržajem obrazovanja?)[2]

Ustavni sud nije pustio četvrto pitanje o registriranom partnerstvu:
1. „Súhlasíte s tým, aby žiadnemu inému spolužitiu osôb okrem manželstva nebola priznaná osobitná ochrana, práva a povinnosti, ktoré sú právnymi normami k 1. marcu 2014 priznané iba manželstvu a manželom – najmä uznanie, registrácia či evidovanie ako životného spoločenstva pred verejnou autoritou, možnosť osvojenia dieťaťa druhým manželom rodiča?“[7]

## Rezultati
Na prvo pitanje birači su odgovorili 94,5% za, 4,13% protiv i 1,36% nevažećih odgovora. Na drugo pitanje birači su odgovorili 92,43% za, 5,54% protiv i 2,01% nevažećih odgovora. Na treće pitanje birači su odgovorili 90,32% za, 7,34% protiv i 2,33% nevažećih odgovora.
Premda je biračka potpora bila 90%, zbog niske izlaznosti izjašnjavanje nije bilo obvezujuće, jer je izašlo samo 21,41% birača. 
U Slovačkoj rezultati referenduma obvezuju ako je izlaznost veća od 50%. Takav visoki prag postignut je samo na dva referenduma, o neovisnosti Slovačke i o ulasku u EU.

## Reakcije
Zbog ovog referenduma Slovačka je zajedno s Hrvatskom bila metom nedopustivih prozivanja u točki 165. "Godišnjeg izvješća o ljudskim pravima i demokraciji u svijetu za 2013. i politici Europske unije u tom području”, čiji je predstavljač talijanski zastupnik Pier Antonio Panzeri iz stranke Progresivnog saveza socijalista i demokrata. Izvješće kritizira referendum o braku u Hrvatskoj i Slovačkoj, članicama EU, “žali” ustavnu definiciju braka u Makedoniji te nameće izjednačavanje braka i istospolne veze u cijeloj EU tako da “potiče institucije EU-a i države članice da i dalje pridonose razmatranju priznavanja istospolnih brakova ili istospolnih građanskih zajednica”. Izvješće je diralo Slovačku, Hrvatsku i Litvu i u nekoliko drugih paragrafa poput 135.,136. i 164. spominje se pitanja obiteljske, zdravstvene i reproduktivne politike poput pobačaja i istospolnih brakova, koji su također u punoj nadležnosti zemalja članica.

## Vanjske poveznice
- Stránka Štatistického úradu SR o referende  Arhivirana inačica izvorne stranice od 4. veljače 2015. (Wayback Machine) (slovački)
- Nález Ústavného súdu SR spolu s dvomi nesúhlasnými vyjadreniami[neaktivna poveznica] (slovački)
- Rozhodnutie prezidenta Slovenskej republiky o vyhlásení referenda (slovački)
- Mapa volebnej účasti  Arhivirana inačica izvorne stranice od 10. veljače 2015. (Wayback Machine) (slovački)